# Caligrafía occidental
La caligrafía occidental o caligrafía latina es la caligrafía basada en el empleo del alfabeto latino, creado por los romanos, y en un sentido más amplio abarca también los trabajos realizados empleando el alfabeto griego o el cirílico.

## Orígenes
Los romanos, a golpe de cincel, esculpían sobre piedra las hermosas letras capitales, en un alfabeto que constaba únicamente de las que hoy llamamos letras mayúsculas, cuyas armónicas proporciones las han hecho llegar casi sin cambios hasta nuestros días. La omnipresente tipografía Times New Roman de los ordenadores deriva directamente de la forma de las letras romanas, como su nombre da claramente a entender.

## Técnica
Además de las inscripciones en piedra, también escribían los romanos sobre rollos de papiro, bien imitando la letra capital (cuyos apéndices en los extremos de los trazos servían, al tallarlos sobre la piedra, para “cerrar” cada uno de estos y así evitar que la roca se agrietase más allá del final del trazo) o bien en una forma similar pero más simplificada y adaptada al material de soporte denominada “Rústica”. Para documentos más informales, los romanos usaban las letras cursivas, que a lo largo de los siglos acabarían convirtiéndose en nuestras letras minúsculas.
Los romanos fueron sustituyendo los rollos de papiro por los primeros libros, hechos inicialmente con pergaminos (pieles curtidas de animales) doblados por la mitad. Durante toda la Edad Media los monjes copiaron códices manuscritos, generalmente textos sagrados, sobre pergamino en los Scriptoria de sus monasterios. Para ellos, la caligrafía era mucho más que un trabajo: era una forma de oración. 
El resultado de su dedicación fue una forma de arte: preciosas iniciales llamadas capitulares o versales, por estar situadas al principio de cada verso, diminutas ilustraciones llamadas iluminaciones (en sentido estricto este nombre se debería aplicar solamente a las que se realizaban empleando profusamente el pan de oro. El brillo de este material es la que da lugar al nombre de las ilustraciones que emplean esta técnica).

## Evolución histórica y estilos

Influencia y evolución de las caligrafías.

A lo largo de los siglos, nuevas letras como la U y la J aparecen en el alfabeto, así como la distinción entre mayúsculas y minúsculas, los acentos y signos de puntuación. El estilo de las letras evoluciona también en función de influencias culturales y de innovaciones técnicas en materiales y soportes. Así aparecen multitud de variantes:
A partir de las escrituras romanas se derivaron en la más temprana Edad Media la escritura uncial y semiuncial, que alcanzan su más alta expresión artística en los manuscritos célticos de los monjes irlandeses.
Posteriormente, el emperador Carlomagno encarga al monje Alcuino de York la creación de una escritura que será uniformemente empleada en todos los documentos de su imperio: Es la escritura carolina o carolingia.
De esta escritura surgirán más tarde y a lo largo de la Edad Media, las escrituras gótica, beneventana y otras.
El renacimiento ve llegar las escrituras humanísticas: rotunda, cancilleresca, etc.
La invención de la imprenta hace disminuir enormemente la producción de manuscritos, pero aun así, en la Inglaterra del siglo XVIII se desarrollan una serie de caligrafías cursivas de gran belleza, como la Copperplate. Gusto que aún se de desarrollaría más a lo largo del siglo XIX en Europa, provocando el desarrollo de la caligrafía manual como signo de distinción cultural. Es España, ese espíritu sería estudiado por calígrafos como Vicente Fernández y Valliciergo, cuyos cuadernillos de caligrafía inglesa y francesa aún se usaron en las escuelas españolas la primera mitad del siglo XX. continuados, muchas veces casi desde un ámbito casi doméstico, por amanuenses de la “letra redondilla” como Ramón Rubio.

## La caligrafía en la actualidad
El bolígrafo primero y posteriormente las máquinas de escribir y los ordenadores han supuesto la desaparición de la caligrafía de nuestra vida cotidiana. Sin embargo es hoy un arte muy vivo, como lo prueba la abundancia visible hoy en día y que da lugar a obras de gran belleza plástica. Sus creadores constantemente buscan inspiración para nuevas tipografías reflejándose a nuestro alrededor en la publicidad, los logotipos de compañías y las etiquetas de muchos productos.